# Dasychira olearia
Dasychira olearia är en fjärilsart som beskrevs av Swinhoe 1885. Dasychira olearia ingår i släktet Dasychira och familjen tofsspinnare. Inga underarter finns listade i Catalogue of Life.